# Słomianka (rzeka)
Słomianka – rzeka, prawy dopływ Pilicy o długości 20,24 km.

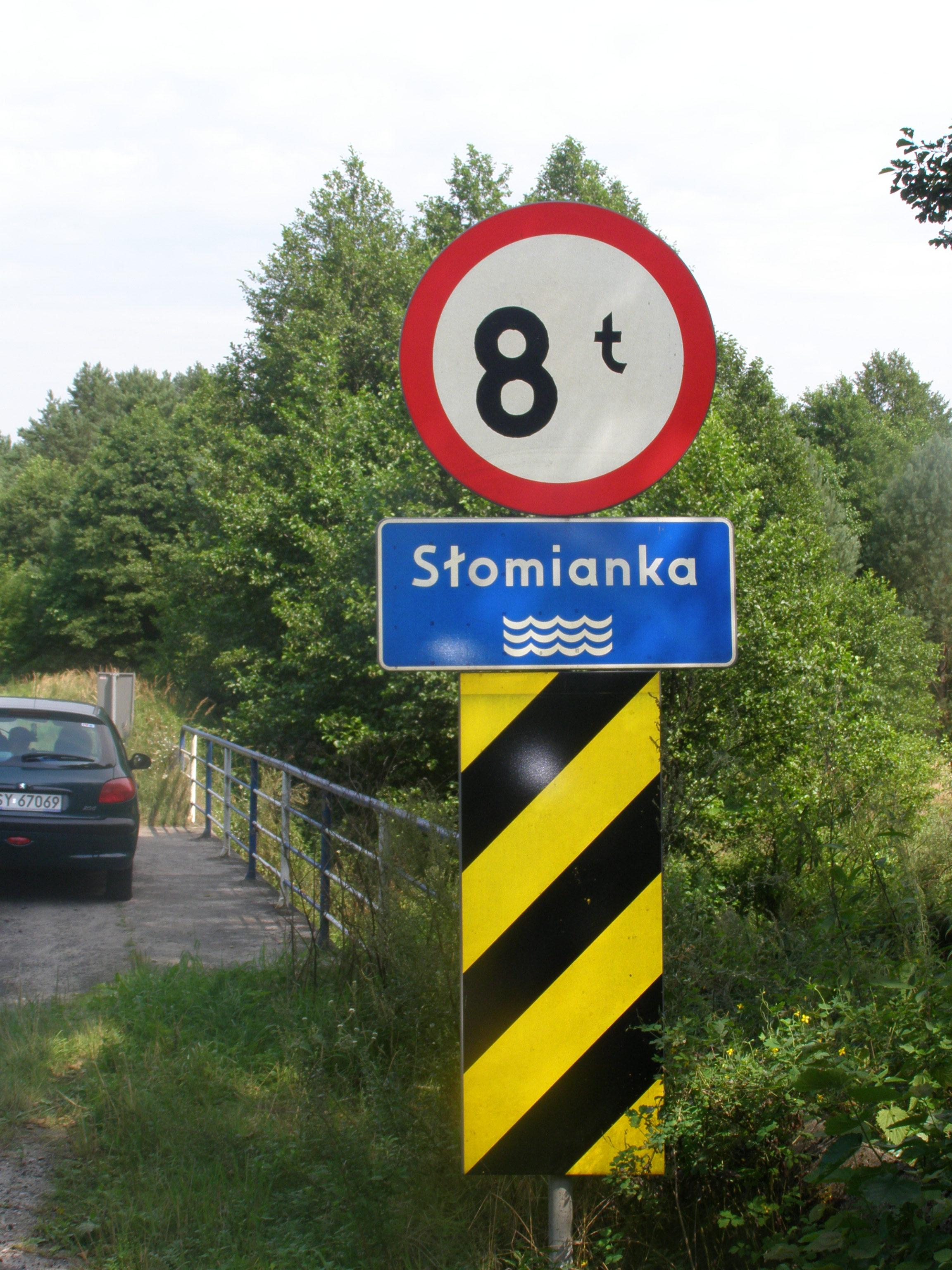
Most na rzece Słomiance, przy ujściu do Pilicy

Wypływa w okolicach wsi Kozenin, na zachód od Opoczna i, kierując się początkowo na północ, dopływa do miejscowości Sławno, po czym zmienia kierunek na północno-wschodni i w miejscowości Antoniówka przepływa pod drogą wojewódzką 713. Płynąc dalej w kierunku północnym, mija wsie Trojanów, Modrzewek, Wincentynów, Antoniów, a potem jej nurt biegnie wśród lasów aż do ujścia do Pilicy w okolicach miejscowości Inowłódz.
Rzeka na przestrzeni dziejów nosiła rozmaite nazwy; w XIV w. nazywano ją Studzienica, w XVIII w. Grodek, w XIX w. Sąsiecznica. Współczesna nazwa wodna Słomianka w źródłach pisanych pojawiła się po raz pierwszy na początku XX wieku (w 1909 r.) i powieliła nazwę terenową Słomianka określającą stację kolejową (we wsi Kunice).